# Mustafa Krantja
Mustafa Krantja (ur. 10 kwietnia 1921 w Kavajë, zm. 4 stycznia 2002 w Tiranie) – albański dyrygent i kompozytor.

## Życiorys
Uczył się w szkole pedagogicznej w Elbasanie, a następnie pracował jako nauczyciel. W 1946 powstał w Tiranie Komitet Kultury i Sztuki, zajmujący się organizacją życia artystycznego w Albanii, a Guraziu wszedł w skład jego komisji muzycznej. W latach 1947-1950 studiował w Akademii Sztuk Pięknych w Pradze. Po powrocie do Albanii w 1951 założył orkiestrę symfoniczną Teatru Opery i Baletu w Tiranie. W 1964 współtworzył Konserwatorium Tirańskie, które z czasem stało się częścią Instytutu Sztuk. Krantja współtworzył w konserwatorium studia z zakresu dyrygentury.
Krantja kierował orkiestrą symfoniczną w czasie pierwszej albańskiej premiery opery Rusałka Aleksandra Dargomyżskiego, a następnie premier dwóch pierwszych albańskich oper Mrika (1959) i Skenderbeu (1968), jak również pierwszego albańskiego baletu Halil i Hajrija (1963). Oprócz dyrygentury, Krantja zajmował się także komponowaniem. Jego dorobek twórczy obejmuje 20 utworów.
Był żonaty, miał syna Ermira (ur. 1947), który także został dyrygentem.

## Nagrody i wyróżnienia
Za swoją twórczość został odznaczony Orderem Naima Frasheriego I kl., Orderem Pracy II kl., a także wyróżniony tytułem Artysty Ludu (1956). Zasłużonego Artysty i czechosłowackim Medalem Dvořáka (1975). Był honorowym obywatelem Kavai. Imię artysty noszą ulice w Tiranie (dzielnica Sharre) i w Kavai.